# Ханибал (Мисури)
Ханибал (енгл. Hannibal) град је у америчкој савезној држави Мисури.

## Демографија
По попису из 2010. године број становника је 17.916, што је 159 (0,9%) становника више него 2000. године.
| Група             | 2000.          | 2010.          |
| Белци             | 15.978 (90,0%) | 15.743 (87,9%) |
| Афроамериканци    | 1.167 (6,6%)   | 1.264 (7,1%)   |
| Азијати           | 63 (0,4%)      | 115 (0,6%)     |
| Хиспаноамериканци | 200 (1,1%)     | 324 (1,8%)     |
| Укупно            | 17.757         | 17.916         |